# Plac Józefa Bema we Wrocławiu

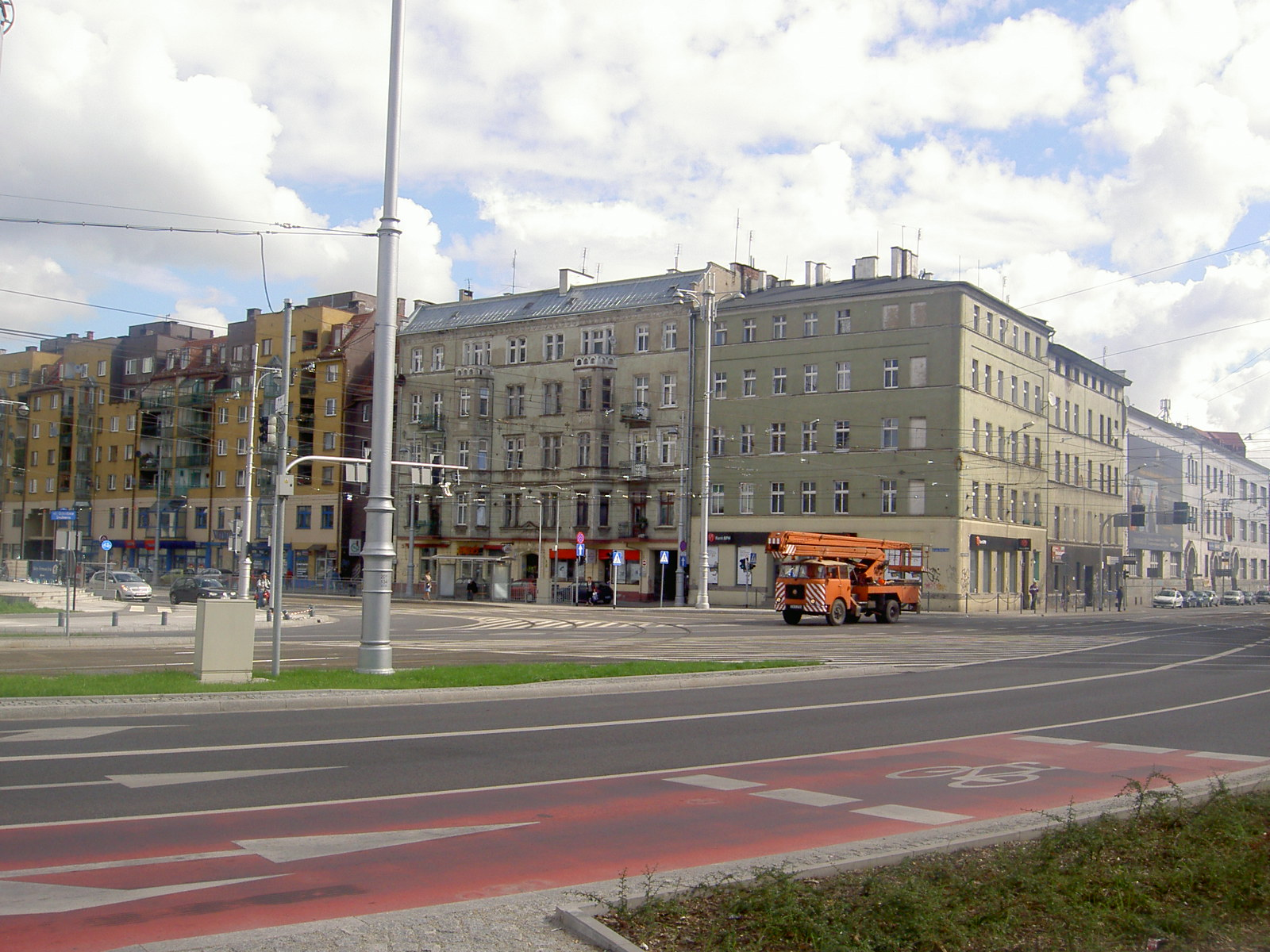
Widok z ul. Drobnera.

Plac  Józefa Bema – plac położony na osiedlu Ołbin w obrębie dawnej dzielnicy Śródmieście we Wrocławiu.
Pierwotnie był to plac w kształcie trójkąta, zagospodarowany jako zieleń miejska, z szaletem miejskim, obecnie zabudowany został kompleksem budynków biurowych  . Na południe od placu za ulicą Drobnera i Bulwarem Słonecznym przepływa największa z wrocławskich rzek – Odra, jej ramię Odra Północna, stanowiąca jedno z ramion Odry Głównej, współtworząca Śródmiejski Węzeł Wodny, a obszar miasta, w obrębie którego położony jest plac, leży na prawym brzegu rzeki. Uznaje się, że obecnie plac stanowi ważny węzeł komunikacyjny miasta. Przebiegające przez ten plac ulice w ciągu Trasy Mieszczańskiej (ulica Bolesława Drobnera i ulica Henryka Sienkiewicza) stanowią ogólnomiejski szlak komunikacji drogowej na kierunku wschód–zachód.

## Historia

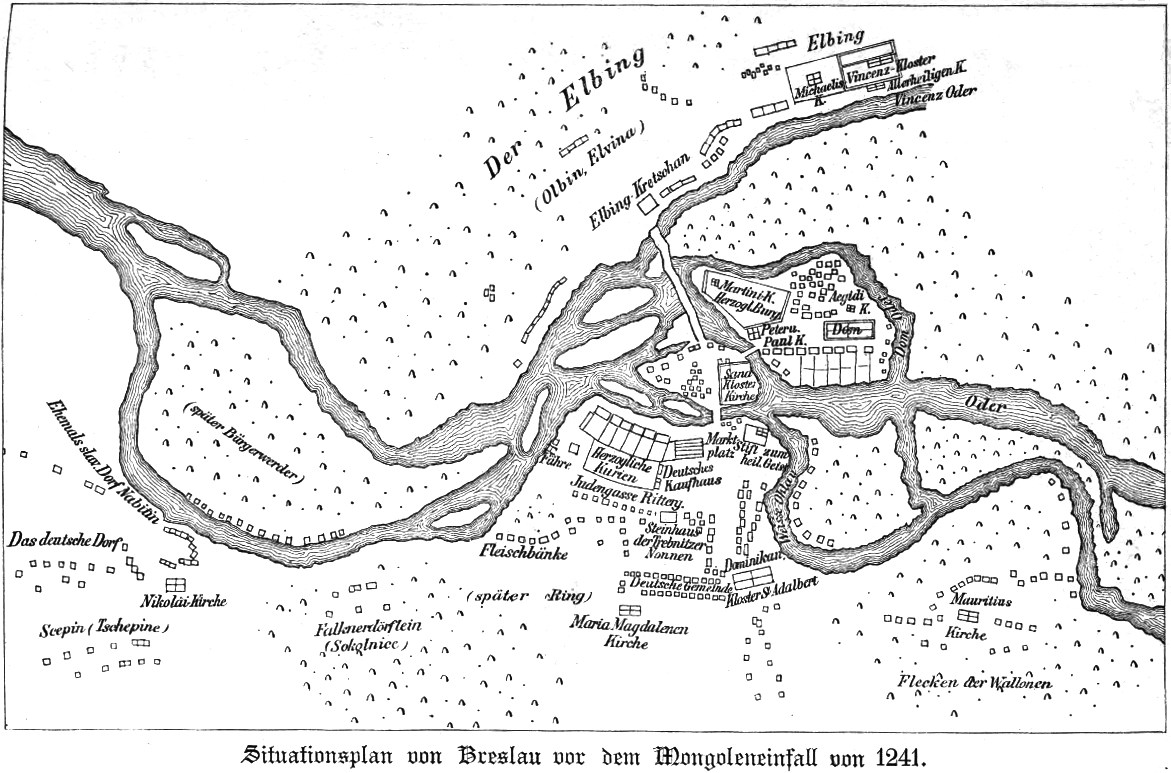
Mapa z 1241 r.

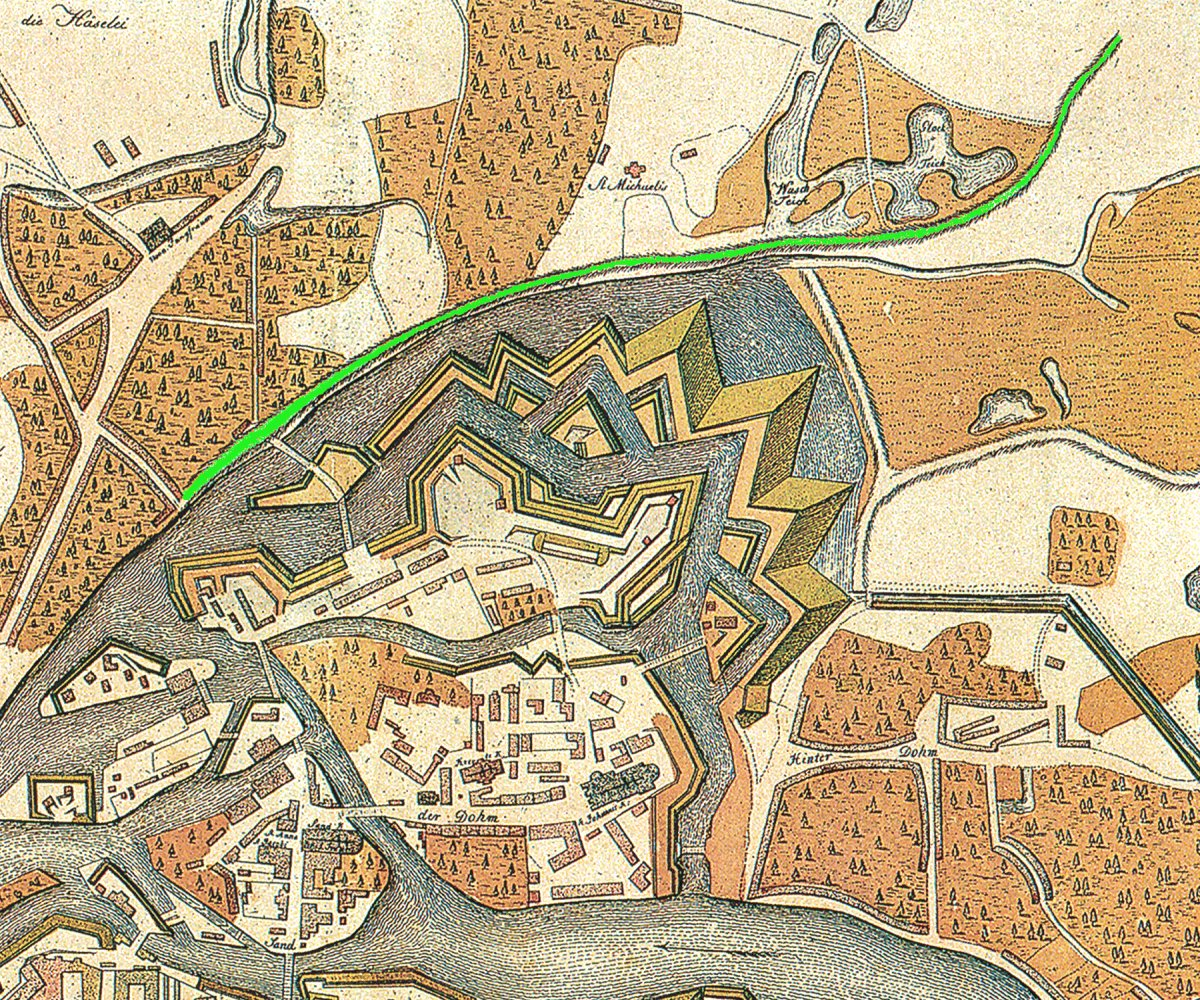
Mapa z 1807 r., Springstern.

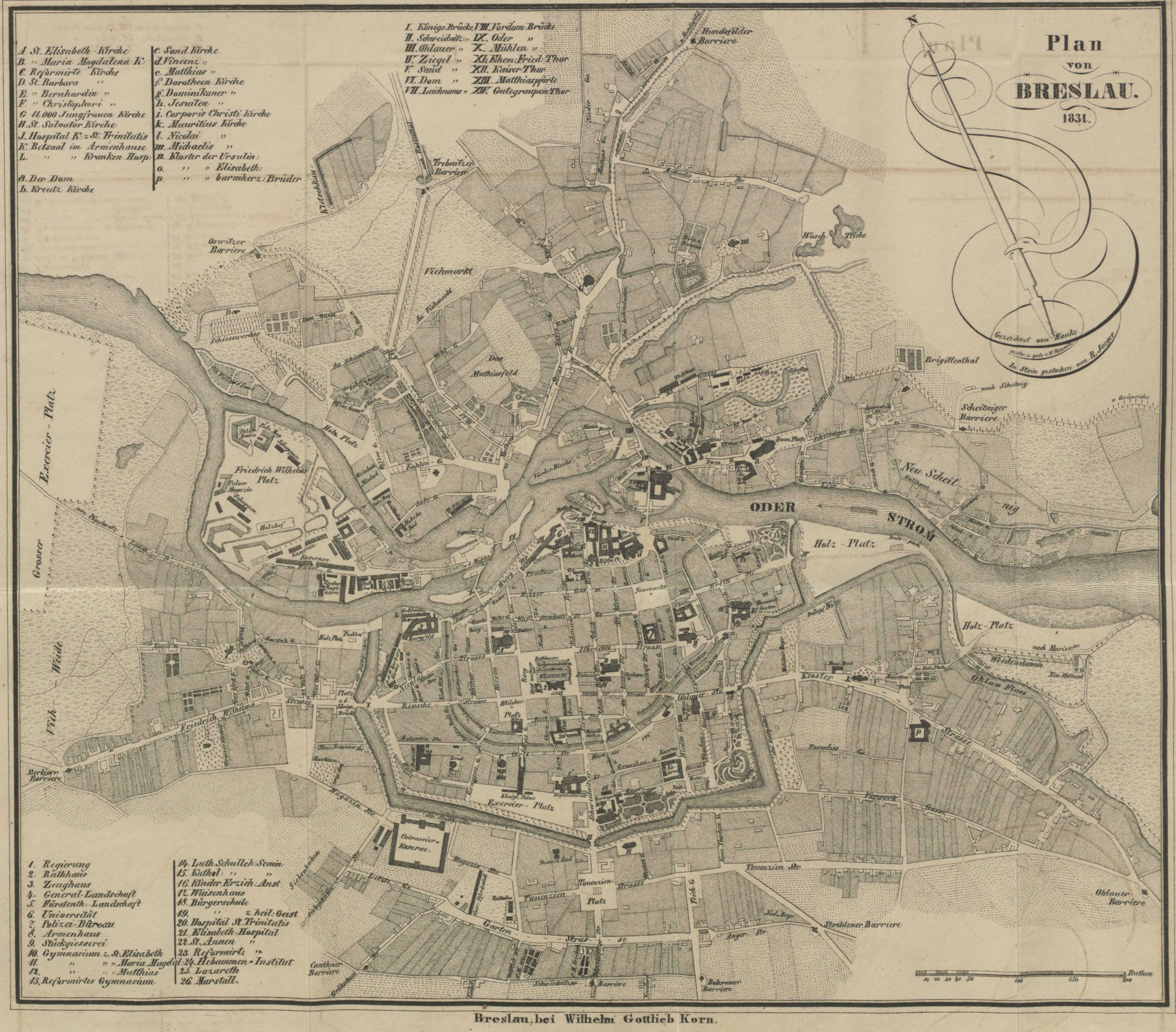
Mapa z 1833 r., Rok 1831: widoczne starorzecza, pozostałość po dwóch zlikwidowanych ramionach rzeki.

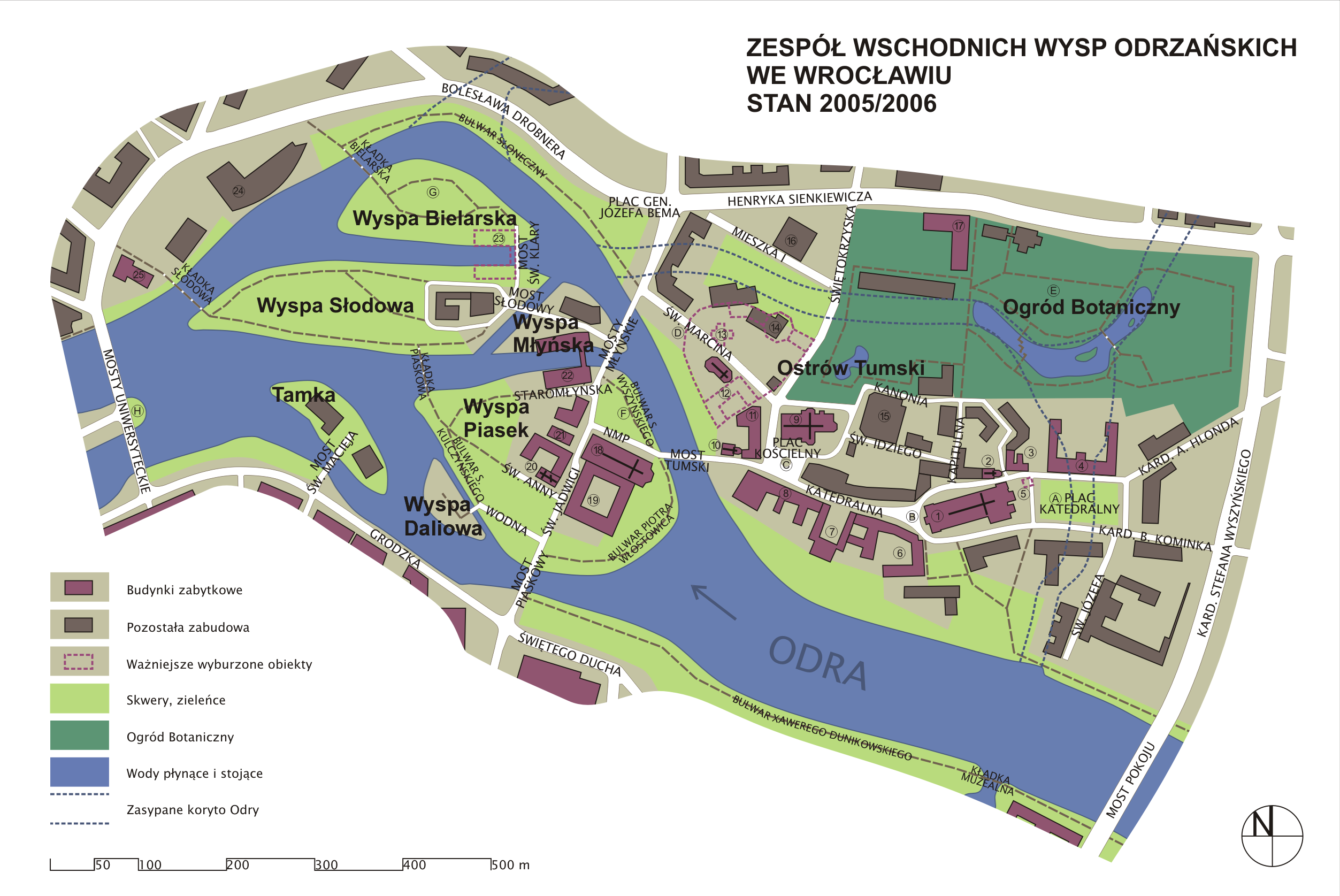
Śródmiejski Węzeł Wodny górny.

Obszar, w którym położony jest plac leżał niegdyś między dwoma ramionami Odry:
- ramieniem opływającym od północy Ostrów Tumski, uchodzącym do Odry w miejscu początku Bulwaru Słonecznego, w południowej części terenu pierwotnie wytyczonego placu[5][6]
- ramieniem Odry Ołbińskiej, biegnącym na północ od terenu obecnego placu, uchodzącego do Odry w rejonie Wyspy Bielarskiej[7]. Oba ramiona zostały zasypane i współcześnie istnieją jedynie w formie szczątkowej – w postaci kilku niewielkich stawów, będących pozostałością po starorzeczach[5]

Działania te podjęte w XIX wieku wiązały się także z likwidacją fortyfikacji miejskich, w tym wyburzeniem położonym w tym miejscu Dzieła Koronowego Tumskiego, rozbudowanego następnie jako Springstern (lata 1769–1794), którego śladem jest nazwa skweru: Skwer Skaczącej Gwiazdy, oraz przedwojenna nazwa ulicy Henryka Sienkiewicza: Sternstrasse, czy ulicy Na Szańcach: Sternschanze. Ten fragment fortyfikacji rozebrany został po 1807 roku.
W 1882 roku wytyczono ulicę, noszącą obecnie imię Józefa Bema. Natomiast plac został wytyczony w 1885 roku. Nastąpiło to po wybudowaniu nowych Mostów Młyńskich w 1885 roku, łączących Stare Miasto z prawym brzegiem Odry, szlakiem biegnącym przez wyspy: Piasek i Młyńską. Swoim zasięgiem obejmował między innymi częściowo teren barokowego ogrodu urządzonego przy rezydencji Bastiani Giovanni Battisty. Ówczesny plac miał w rzucie poziomym kształt trójkąta. Pośrodku placu urządzono zieleniec. W 1908 uwzględniono budowę szaletu miejskiego . Zabudowa miejska obejmująca kamienice powstała dla pierzei przy ul. Sienkiewicza w latach 70.–80. XIX wieku, przy ulicy Józefa Bema wybudowano kamienice w latach 80. XIX wieku}, a kolejne budynki w latach 1885–1890. Podczas działań wojennych prowadzonych w czasie oblężenia Wrocławia w 1945 roku większość zabudowy w okolicach placu uległa zniszczeniu. Po wytyczeniu ulicy Drobnera zmienił się całkowicie kształt samego placu oraz objął on także obszar położony między ulicami Józefa Bema i Jana Kilińskiego. Odcinek tej ulicy od placu Józefa Bema do ulicy Bolesława Prusa został zlikwidowany około roku 1975. Z zabudowy zachowała się część pierzei wschodniej. Pierzeja wschodnia ulicy Józefa Bema została uzupełniona o zabudowę plombową w latach 1986–1993 według projektu L. Konarzewskiego i innych. W 2005 rozpoczęto budowę zespołu budynków biurowo-apartamentowych, którą zakończono w 2008. Obiekt zlokalizowany został w północnym obszarze placu między ulicami Józefa Bema i Jana Kilińskiego, w miejscu wyburzonych kamienic .

## Zagospodarowanie placu
Współczesne zagospodarowanie placu obejmuje:
- ulice z torowiskami tramwajowymi[12] [13][14][15]
- kamienice przedwojenne w pierzei wschodniej[1]
- zieleniec po stronie zachodniej[16][14]
- kompleks budynków biurowych Bema Plaza w części północnej[11] [17]

## Nazwy placu
Plac w okresie swego istnienia nosił następujące nazwy:
- Gneisenauplatz[1] (przy czym nazwę upamiętniającą Neithardta von Gneisenau, przypisano ciągowi kolejno występujących po sobie obiektów: Gneisenaubrücke (Most Młyński), Gneisenauplatz (plac Józefa Bema), Gneisenaustrasse (ulica Józefa Bema)[1])
- plac generała Józefa Bema (przy czym nazwę upamiętniającą generała Józefa Bema przypisano placowi i wychodzącej z jego narożnika ulicy)[1]

## Patroni i odniesienia nazw
Nazwy placu upamiętniały następujących patronów:
Gneisenauplatznazwa ta upamiętniała pruskiego generała – Augusta Neidhardta von Gneisenau, urodzony 27.10.1760 roku w Schilda (Saksonia), zmarły 23.08.1831 roku w Poznaniu, był dowódcą piechoty, w 1807 roku bronił Kołobrzegu, szef sztabu Blüchera pod Waterloo.
Generała Józefa Bemanazwa ta upamiętnia Józefa Bema (urodzonego 14 marca 1794 r. w Tarnowie, zmarłego 10 grudnia 1850 r. w Aleppo), polskiego generała, artylerzystę, twórcę pierwszych oddziałów wojsk rakietowych w wojsku Królestwa Polskiego, uczestnika Powstania Listopadowego, Wiosny Ludów na Węgrzech, który w 1849 r. udał się do Turcji, gdzie przeszedł na islam, służył w tureckim wojsku między innymi w randze marszałka .

## Ulice

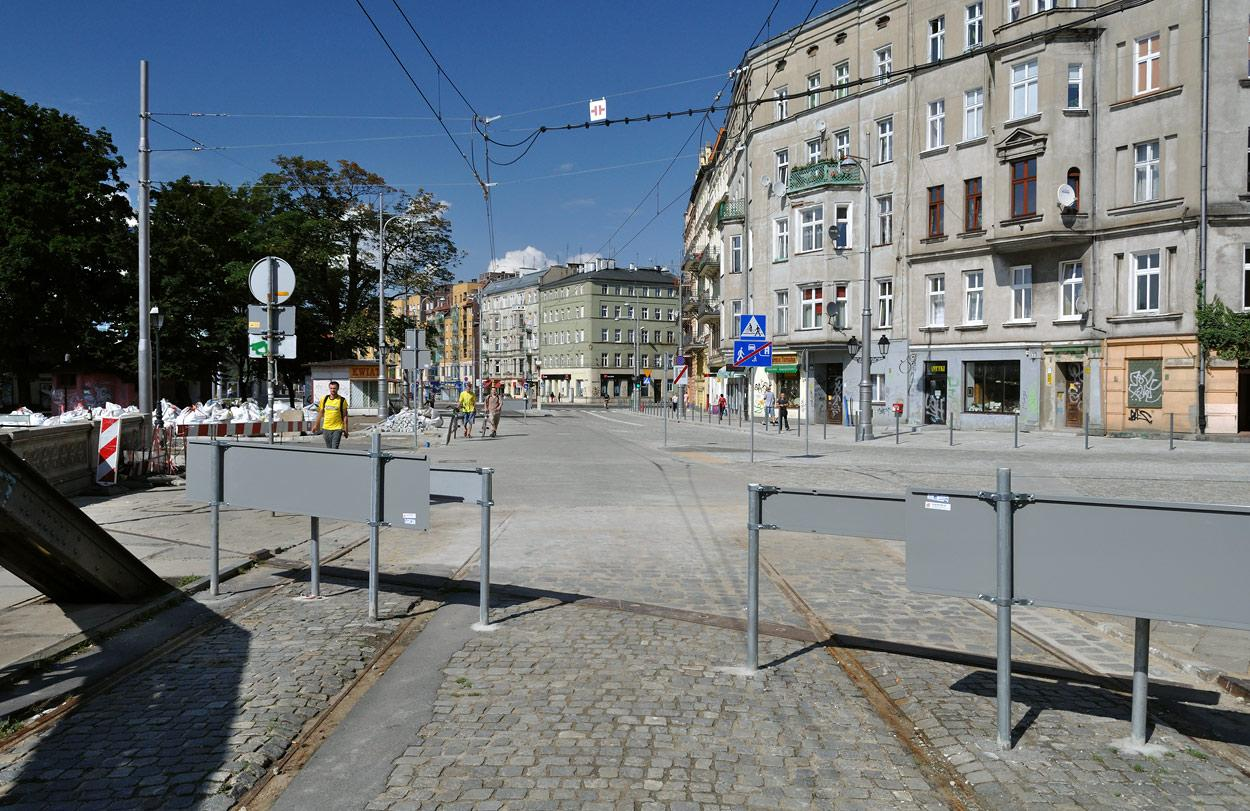
Plac Bema, tymczasowo zamknięty ruch tramwajowy.

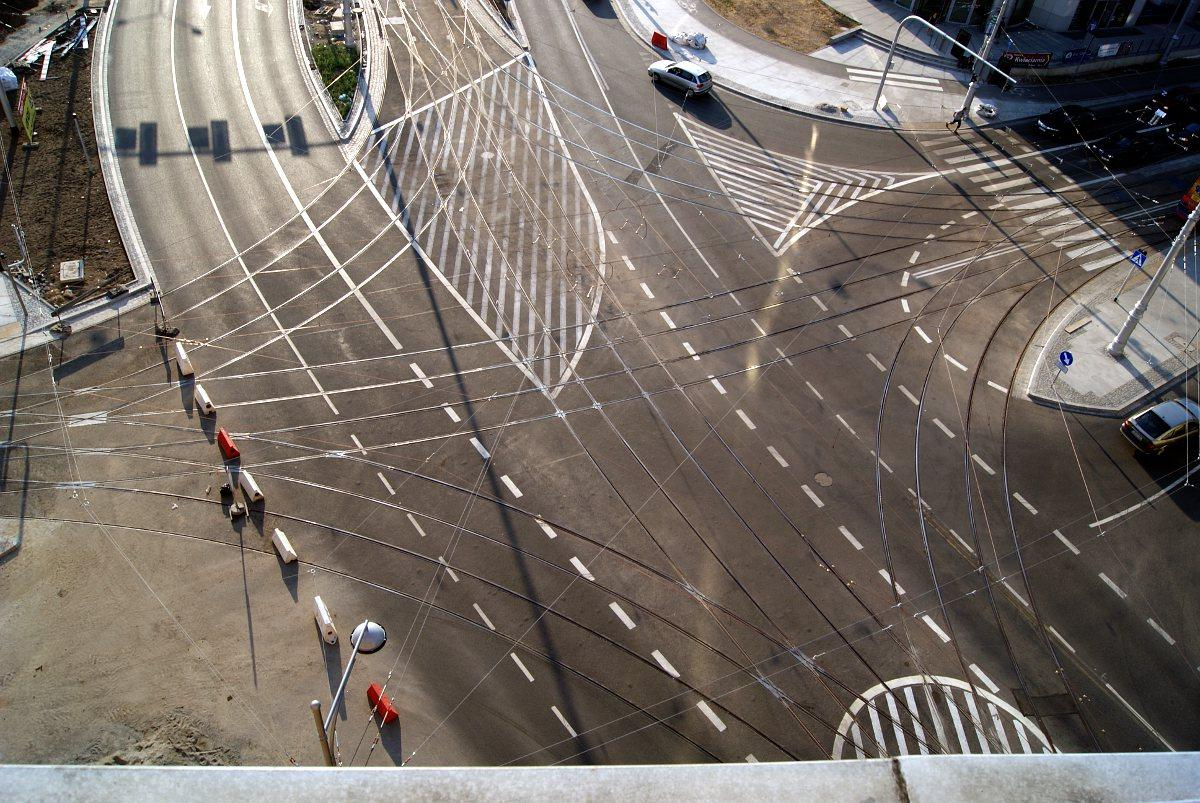
Przebudowa głównego skrzyżowania.

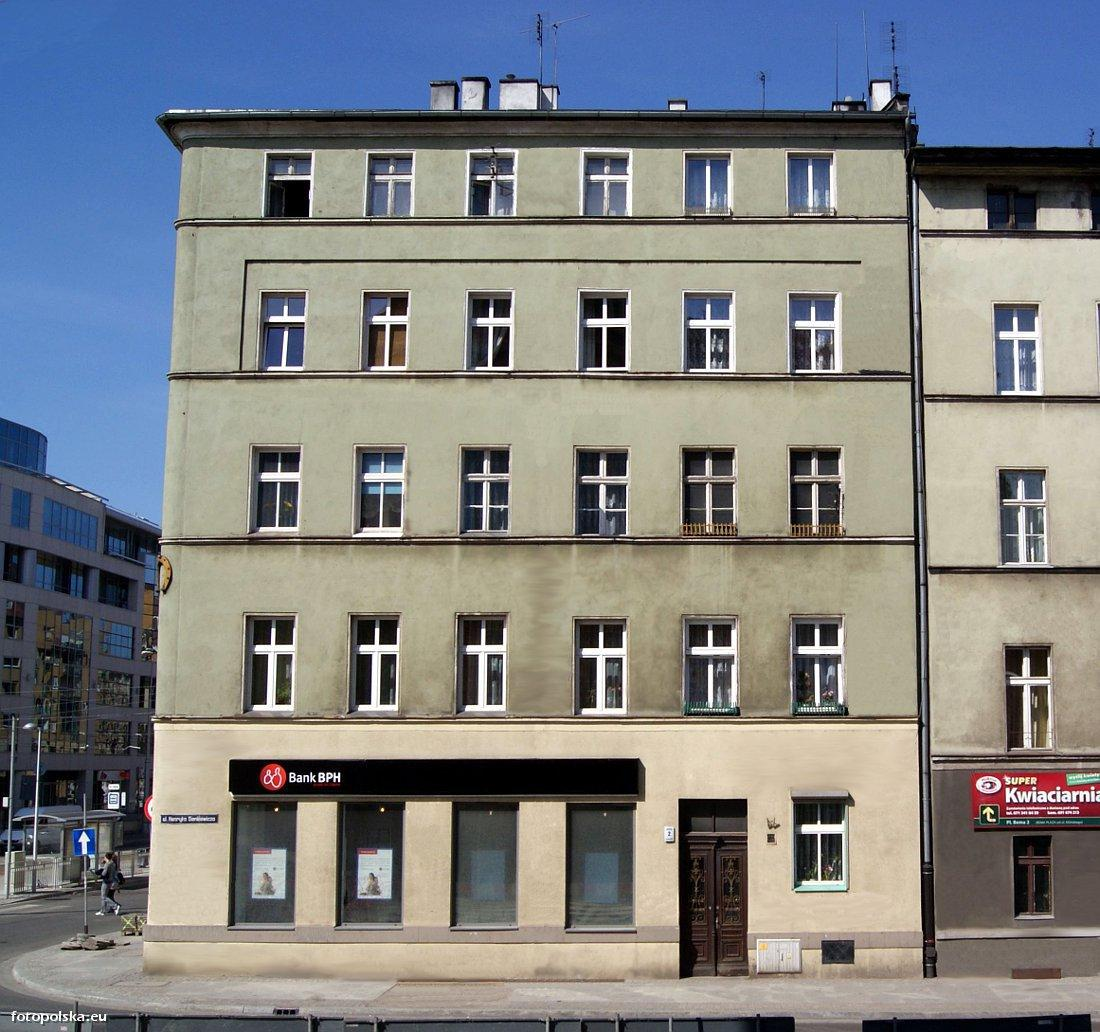
Kamienica przy ul. Sienkiewicza 2/Bema 1.

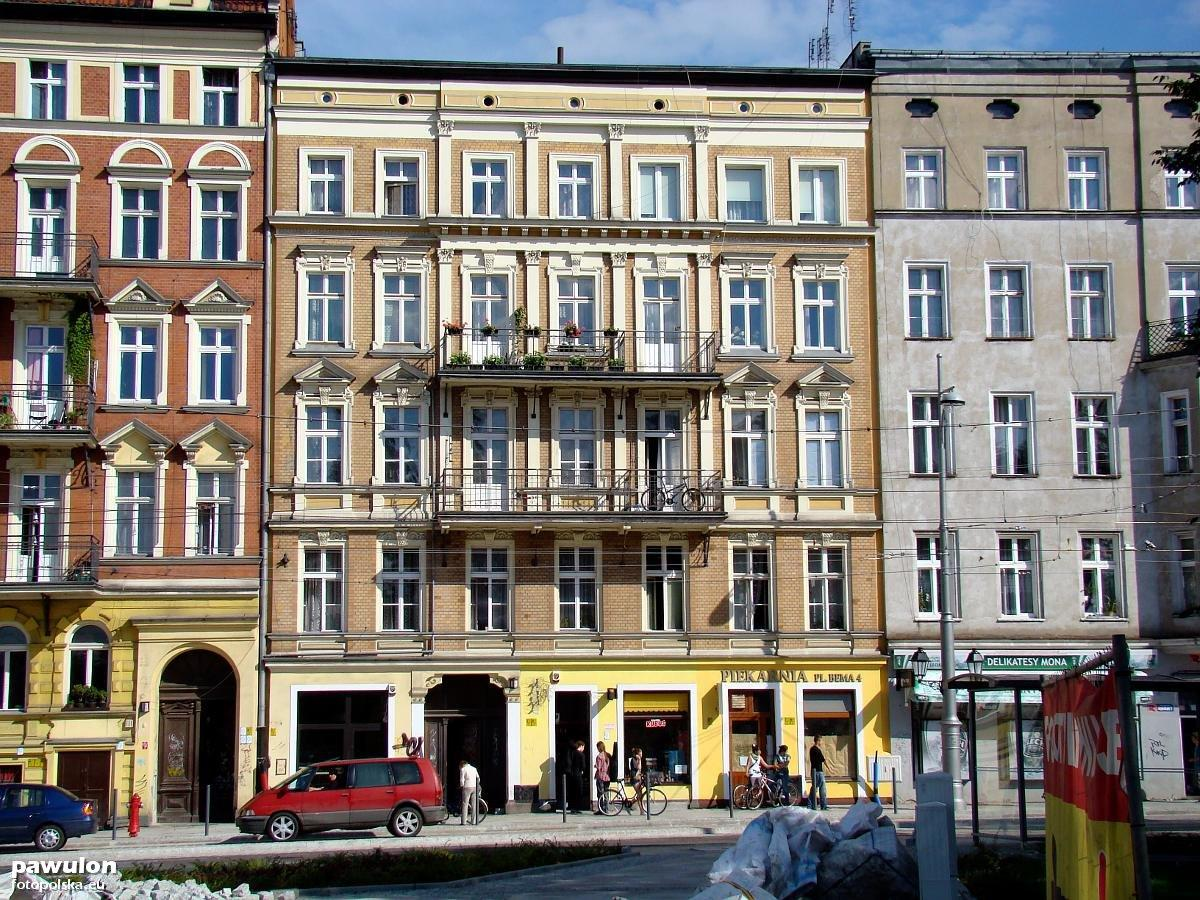
Kamienica przy pl. Bema 4.

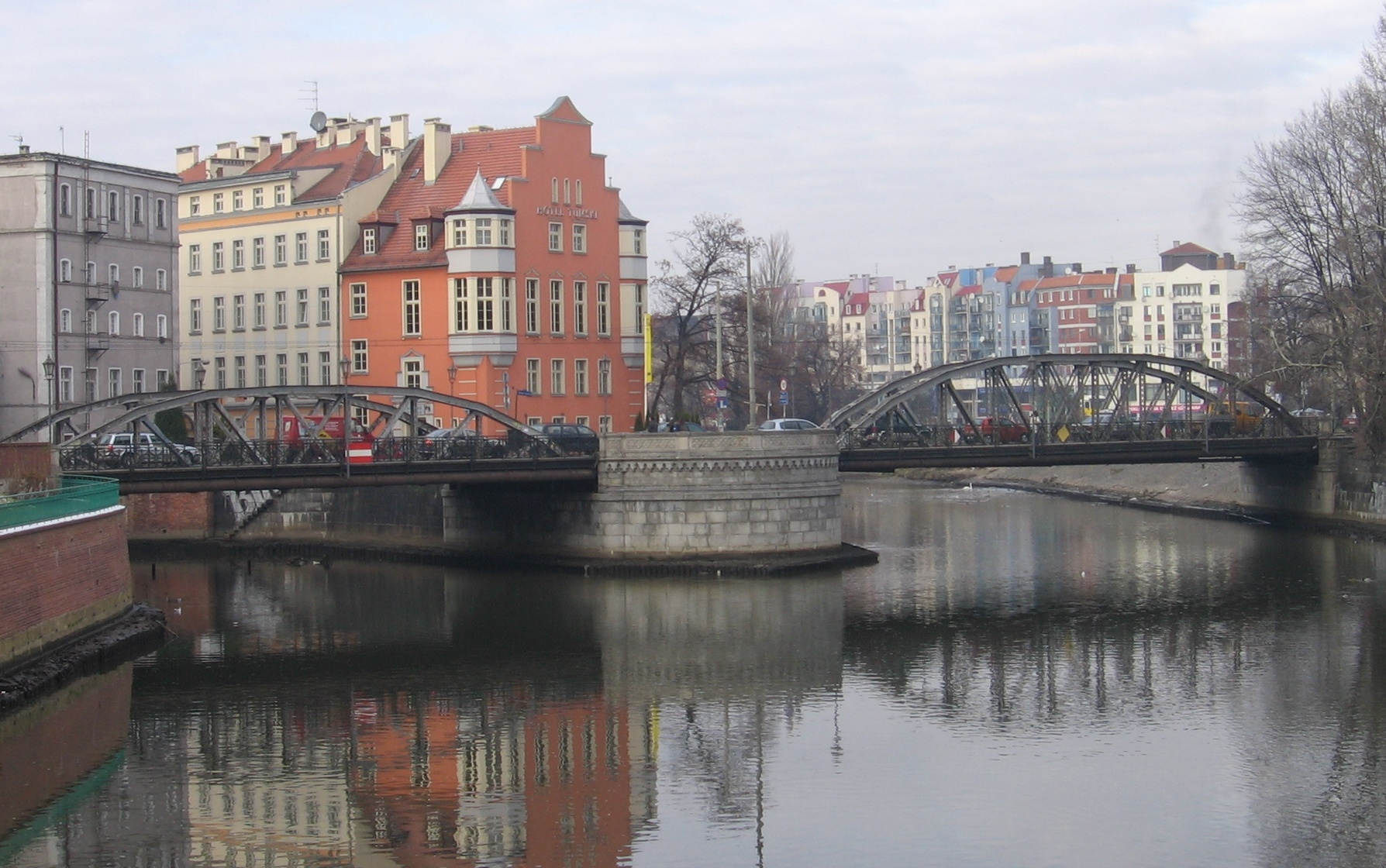
Mosty Młyńskie nad Odrą Północną.

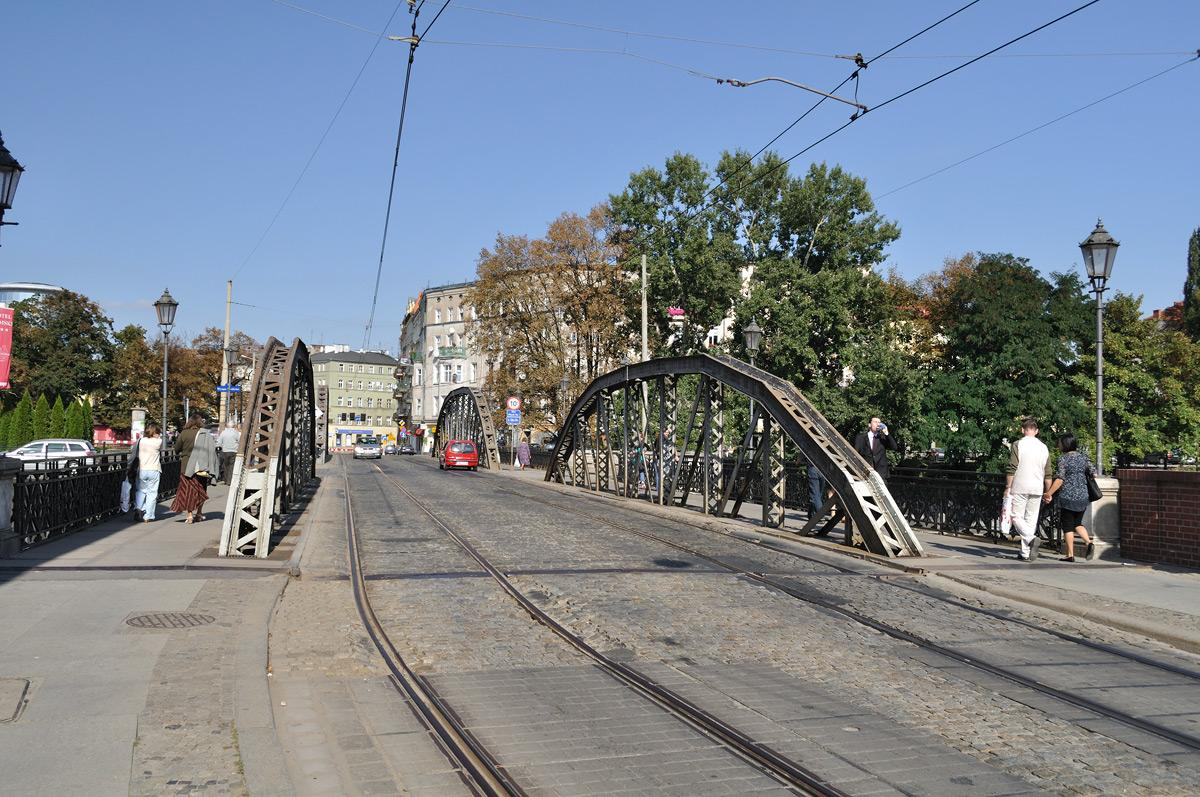
Mosty Młyńskie w kierunku pl. Bema.

W pierwotnym założeniu układ ulic obejmował  :
- z południa ulicę dochodzącą do wierzchołka trójkątnego placu, dziś nosząca nazwę ulica Świętej Jadwigi (Neue Sandstrasse, przekraczającej Odrę przez Mosty Młyńskie (Gneisenaubrücke)
- na północ dwie ulice wychodzące z wierzchołków trójkąta:
  - ulica Jana Kilińskiego (Neue Junkernstr., od 1906 Herzogstrasse)
  - ulica Generała Józefa Bema (Gneisenaustrasse)
- oraz w kierunku wschodnim, od skrzyżowania z ulicą Józefa Bema, ulica Henryka Sienkiewicza (Sternstrasse), oraz w kierunku południowo-wschodnim ulica Mieszka I (Friedensburgstrasse)

Opisany układ uległ znaczącej zmianie po wojnie, gdy okoliczna zabudowa miejska uległa zniszczeniu. W wyniku usunięcia nie nadających się do odbudowy budynków, a także likwidacji odcinka ulicy Jana Kilińskiego, sam plac uległ powiększeniu o teren ograniczony ulicami Józefa Bema od wschodu i ulicy Bolesława Prusa do północny. Kolejną zmianę w układzie komunikacyjnym wprowadziło wybudowanie nowego odcinka ulicy Bolesława Drobnera, którą prowadzi Trasa Mieszczańska.
Współczesne ulice:
- ulica Bolesława Drobnera, biegnie z zachodu do placu Józefa Bema, stanowi drogę klasy Z[21][14]
- ulica Generała Józefa Bema, długości 222 m, łączy ulicę Henryka Sienkiewicza i ulicę Bolesława Prusa, jej przedłużeniem jest ulica Księcia Józefa Poniatowskiego[22]
- ulica Henryka Sienkiewicza, biegnie od placu Bema, wschód-zachód jako przedłużenie ulicy Bolesława Drobnera
- ulica Jana Kilińskiego, biegnie do Bolesława Prusa; wybudowano nowy łącznik do ulicy Bolesława Drobnera z ciągiem pieszym i zieleniom urządzoną
- ulica Bolesława Prusa, biegnie od ulicy Jana Kilińskiego na północ od placu
- ulica Na Szańcach, od placu Bema (od ulicy Józefa Bema)
- ulica Mieszka I, biegnie od ulicy Henryka Sienkiewicza w kierunku Ostrowa Tumskiego
- ulica Księcia Józefa Poniatowskiego, od ulicy Bolesława Prusa, stanowi przedłużenie ulicy Józefa Bema
- ulica Świętego Marcina, biegnie od placu Bema i skrzyżowania z ulicą Świętej Jadwigi
- ulica Świętej Jadwigi przez Mosty Młyńskie łączy plac Józefa Bema z lewym brzegiem Odry, gdzie położone jest Stare Miasto

Ponadto utworzono wzdłuż nabrzeża Odry Północnej bulwar biegnący od placu Józefa Bema w kierunku zachodnim, nazwany Bulwarem Słonecznym. Natomiast między ulicami Bolesława Prusa i Na Szańcach utworzono Skwer Skaczącej Gwiazdy.
Do placu przypisana jest jezdnia od ulicy Świętego Marcina (i Mostów Młyńskich położonych w ciągu ulicy Świętej Jadwigi) do ulicy Henryka Sienkiewicza. Droga ta ma długość 88 m. Stanowi drogę gminną, której przypisano klasę Z (zbiorcza).
Ulicą Świętej Jadwigi, przez plac Józefa Bema i dalej ulicami Józefa Bema oraz Józefa Poniatowskiego, a także ulicą Bolesława Drobnera i dalej ulicą Henryka Sienkiewicza prowadzą linie tramwajowe, oraz Trasą Mieszczańską wytyczono linie miejskiej komunikacji autobusowej . Na placu Józefa Bema (w ramach skrzyżowania placu oraz ulic: Józefa Bema, Henryka Sienkiewicza i Bolesława Drobnera) oraz na skrzyżowaniu ulic Józefa Bema, Bolesława Prusa i Józefa Poniatowskiego znajduje się sygnalizacja świetlna.

## Układ urbanistyczny
Współczesny układ urbanistyczny placu obejmuje część południową, ograniczoną do krótkiej ulicy z torowiskiem tramwajowym długości 88 m, której pierzeję wschodnią tworzą zachowane kamienice, w ramach obowiązującego przeznaczenia tego terenu z funkcją podstawową określoną jako mieszkalnictwo, z dopuszczeniem usług i inne, a na zachodzie znajduje się zieleniec stanowiący początek Bulwaru Słonecznego nad Odrą Północną. Natomiast północna część placu, powstała po wyburzeniu zniszczonych podczas oblężenia Wrocławia, w 1945 roku kamienic i pozostająca przez kolejne lata pustym skwerem, obecnie zabudowana jest kompleksem biurowym Bema Plaza  , zgodnie z przeznaczeniem tego terenu w podstawowym zakresie jako usługi centrotwórcze, a w uzupełniającym między innymi dopuszczające zabudowę mieszkaniową wielorodzinną. Wschodnią granicę tego obszaru wyznacza ulica Józefa Bema, za którą znajduje się zabudowa plombowa z lat 1986-1993, obejmująca budynki według projektu L. Konarzewskiego i innych oraz początek Skweru Skaczącej Gwiazdy. Północna granica to ulica Bolesława Prusa, za którą znajduje się szpital, natomiast zachodnia granica terenu placu to nowy sięgacz ulicy Jana Kilińskiego, a za nim nowa zabudowa mieszkalno-usługowa. Na południu przebiega ulica Bolesława Drobnera (Trasa Mieszczańska).

## Bema Plaza

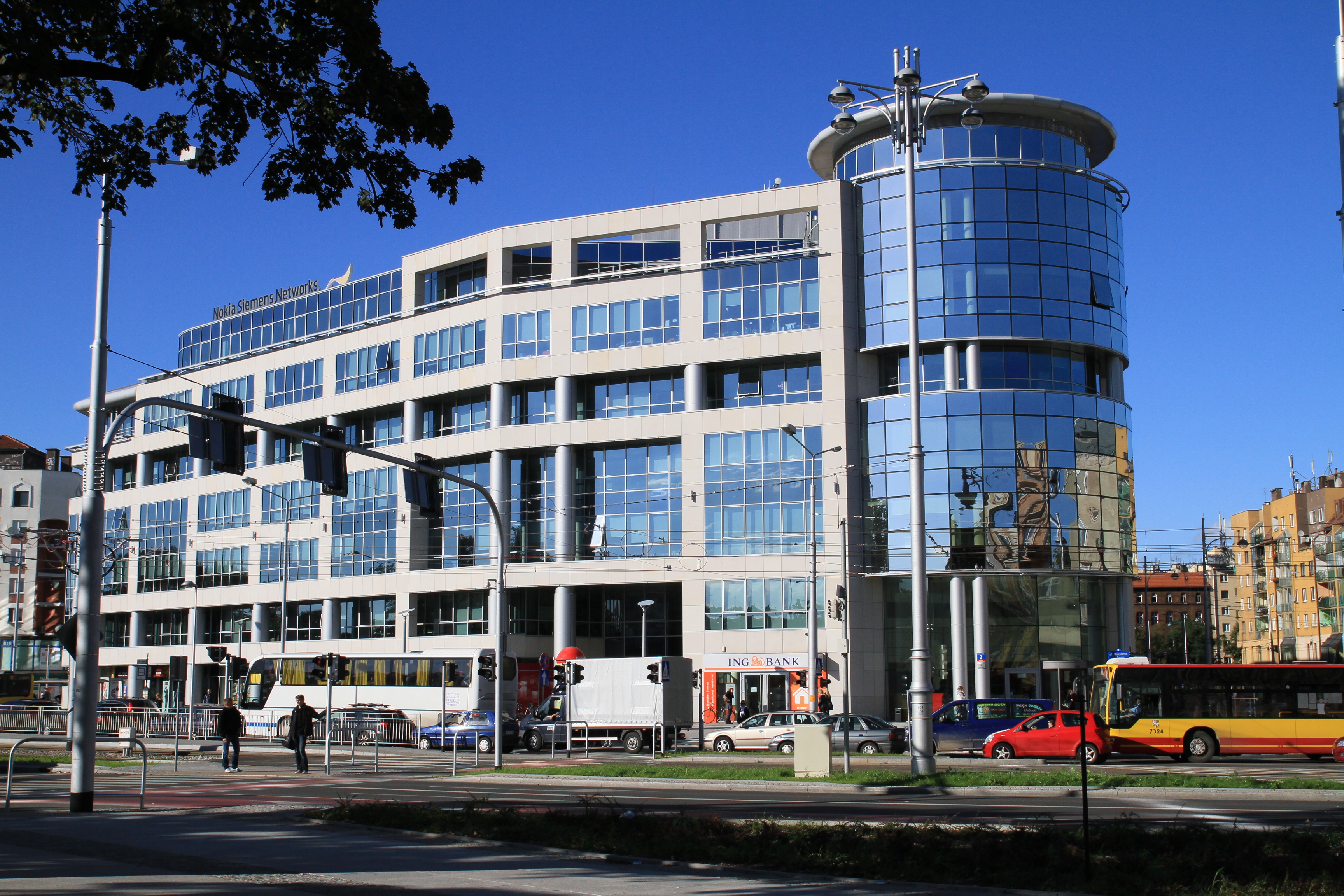
Bema Plaza, widok od strony placu.

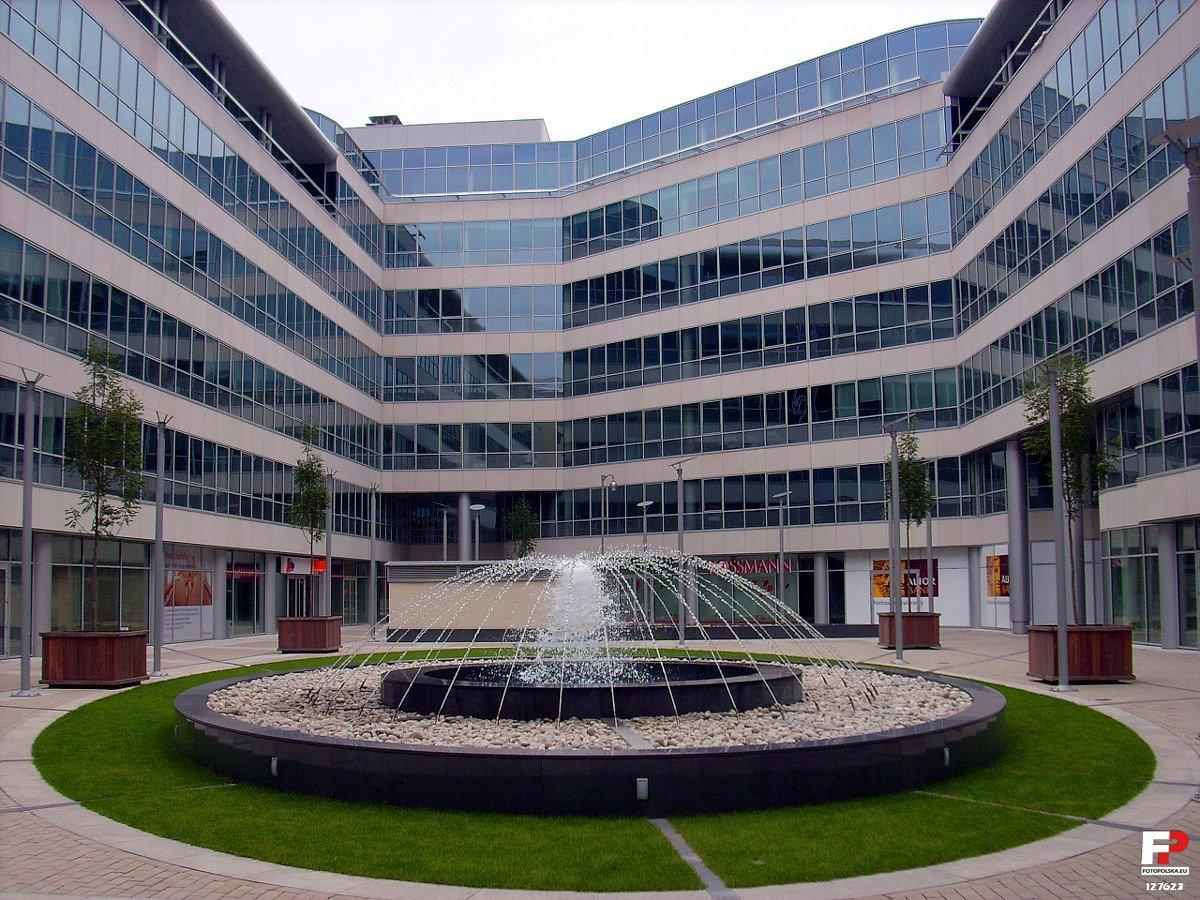
pl. Gen. Bema, Plaza, wewnętrzne patio.

Północny obszar placu ograniczony ulicami: Jana Kilińskiego, Bolesława Drobnera, Józefa Bema i Bolesława Prusa, został zagospodarowany pod budowę kompleksu biurowego zrealizowanego w ramach inwestycji Bema Plaza przeprowadzonej przez firmę Ghelamco Poland, wchodzącej w skład grupy Ghelamco Group. W budynkach znajdują się także apartamenty pod wynajem. Fasada budynku oparta jest na szklanej elewacji połączonej z piaskowcem . Powierzchnia całkowita wynosi 54 449 m² , natomiast powierzchnia użytkowa wynosi 28 000 m²  (35 000 m² ). Kompleks budynków obejmuje także część mieszkalną, tzw. Rezydencja Tumska, z 71 lokalami mieszkalnymi, o realizacji której zdecydowano w 2007 roku . Kompleks ma wewnętrzne patio z terenem zielonym, o powierzchni 2 500 m². Część biurowo-apartamentowa to obiekt klasy A, w którym znajduje się między innymi 23 000 m² biur i 4 000 m² powierzchni handlowo-usługowej zlokalizowanej w parterze budynków. Budowę rozpoczęto w 2005 roku, a zakończono w 2008 roku. Oficjalna uroczystość otwarcia miała miejsce we wrześniu 2008 roku. Projekt wykonało biuro Konior & Partners Architects. W 2008 roku obiekt nabyła niemiecka grupa Deka Immobilien, za cenę 106 milionów euro .
W budynku zastosowano do wykończeń elewacji i terenu między innymi następujące materiały:
- cokół budynku: polerowane płyty z hiszpańskiego granitu Bianco Cristal z charakterystycznymi zrostami ciemnoszarego kwarcu, zawierającymi wrostki biotytu
- wyższe części elewacji: płyty monotonnego, kremowo-szarego drobnoziarnistego piaskowca szydłowieckiego
- dwie fontanny w patio: ciemnoszary, chiński, polerowany granit Padang Dark (G654 według oznaczeń chińskich)
- powierzchnia patio: różnorodne żwiry i otoczaki wykorzystane w małej architekturze

## Inne obiekty

### Rzeźba
Przy kompleksie Bema Plaza zrealizowano rzeźbę plenerową umieszczoną na rogu ulic: Bolesława Prusa i Józefa Bema. Dzieło wykonane zostało w szkle i umieszczone na postumencie, mającym formę ażurową, o wysokości 2,7 metra, w całości obłożonym płytami granulitu Kashmir Gold.

### „Mapa” z XVI wieku
To rzeźba plenerowa zlokalizowana przy ulicy Bolesława Drobnera i nowego łącznika ulicy Jana Kilińskiego. Jej autorem jest Michał Gdak, który wygrał konkurs o nazwie „Identyfikacje miejsca”, zorganizowany przez firmę Ghelamco Poland wspólnie z władzami Akademii Sztuk Pięknych we Wrocławiu, wśród studentów kierunku rzeźbiarstwa. Inspiracją dla jej kształtu była  mapa z XVI wieku. Dzieło sztuki  ma 1,4 metra „grubości” i wymiary 5,4 metra szerokości na 5,4 metra wysokości. W teren wokół rzeźby także wrysowana jest „siatka”, będąca jej odbiciem   . Realizacja wykonania rzeźby kosztowała około 40 tys. zł .
Układ przestrzenny rzeźby to 

... kompozycja przedstawiająca mapę Wrocławia, która łączy w sobie symbolikę przeszłych i najnowszych dziejów miasta. Plan projektu osadzony został na starej mapie miasta wykonanej według rysunku Berthela Weihnera z 1562 roku. Rzeźba zaplanowana została na dwóch historycznych siatkach miasta: układzie mostów oraz ulic. Historyczna mapa Wrocławia przedstawia w sumie 29 mostów na Odrze. Młody projektant połączył je liniami prostymi „Przyjąłem następującą zasadę – most o najniższej numeracji łączy się z mostem o najwyższym numerze”.

### Szalet

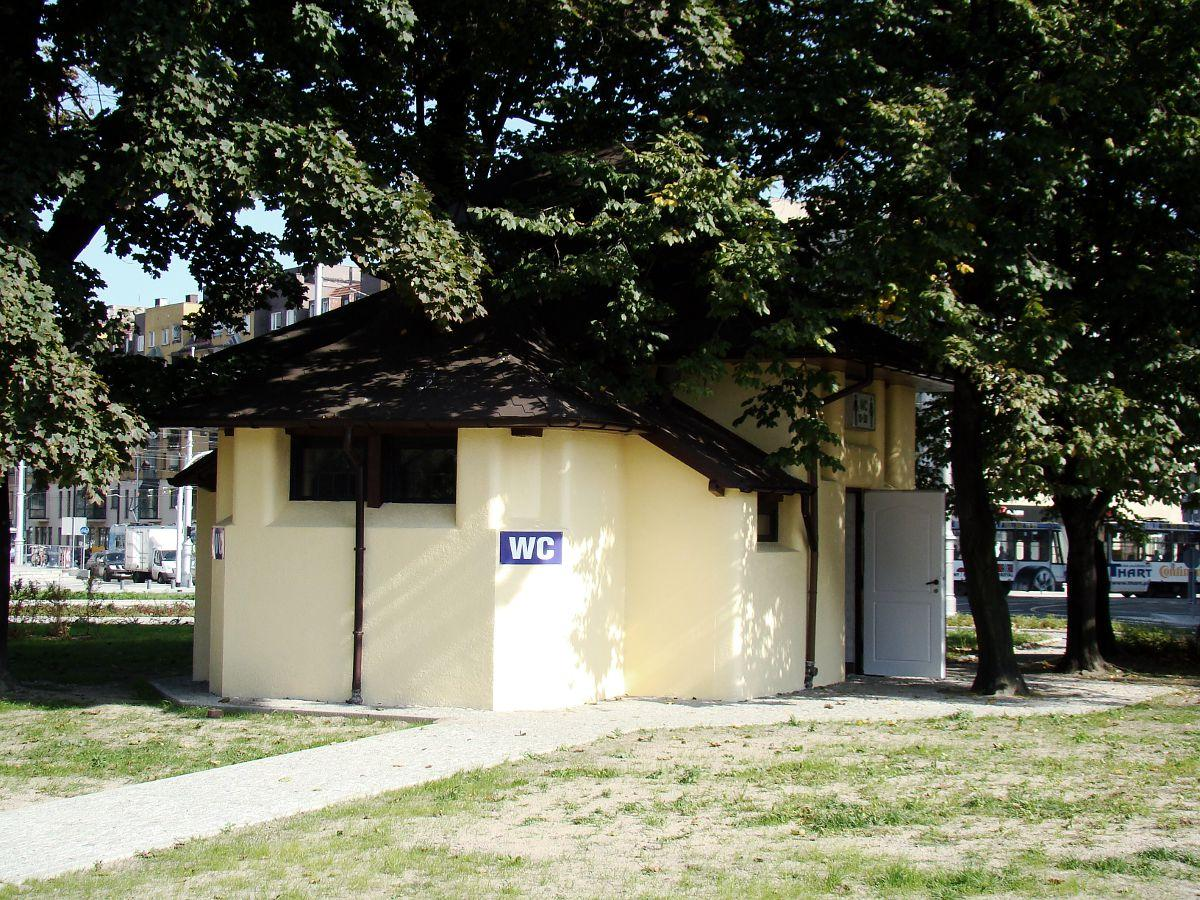
Szalet.

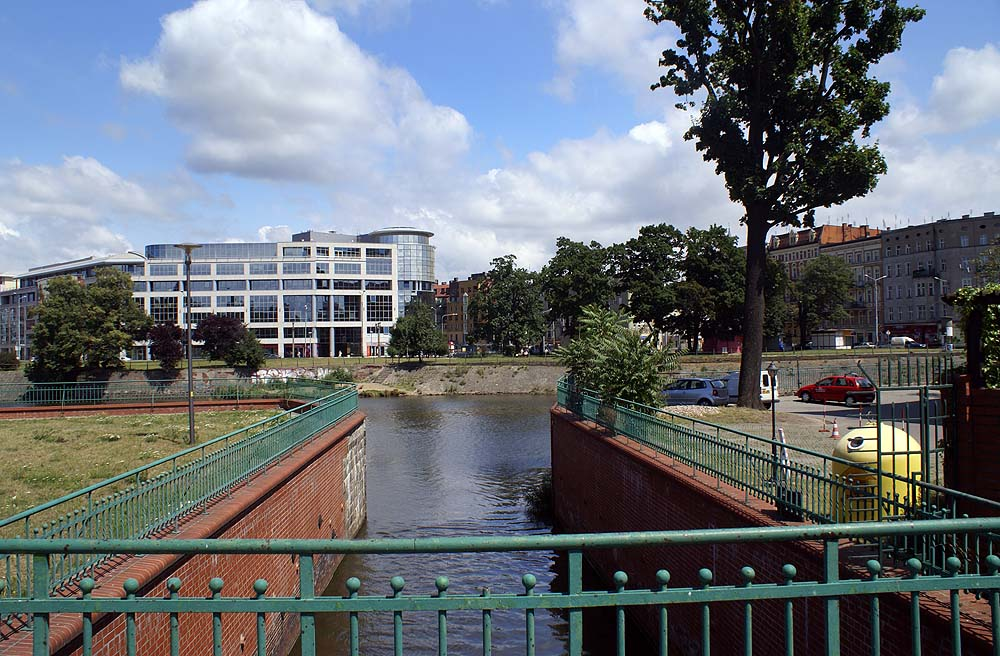
Widok z Mostu Słodowego w kierunku Bulwaru Słonecznego i pl. Bema.

W południowej części placu, w obrębie zachowanego zieleńca znajduje się budynek szaletu miejskiego. Tu znajduje się również początek Bulwaru Słonecznego. Został zaprojektowany na przełomie lat 1907 i 1908 roku. Stoi do dziś  .

## Otoczenie
Obszar miasta, w obrębie którego położony jest plac, zabudowany jest budynkami mieszkalnymi i mieszkalno-usługowymi osiedla Ołbin, obejmującą zarówno zachowane kamienice jak i nową zabudowę mieszkalno-usługową i biurową. Natomiast na południu znajduje się Śródmiejski Węzeł Wodny obejmujący liczne ramiona Odry i kanały wodne, tworzące liczne wyspy, a za nim Stare Miasto. Tuż przy placu, na południowy zachód od niego, ma swój początek obszar najstarszej części miasta – Ostrowa Tumskiego, niegdyś wyspy.